# Białka (przystanek kolejowy)
Białka (ukr. Білка, ros. Билка) – przystanek kolejowy w miejscowości Białka Wielka, w rejonie krzemienieckim, w obwodzie tarnopolskim, na Ukrainie. Położony jest na linii Szepetówka – Tarnopol.
Przystanek istniał przed II wojną światową.